# La Marsigliese (film 1938)
La Marsigliese  (La Marseillaise) è un film del 1938 diretto da Jean Renoir.

## Trama
La notizia della presa della Bastiglia si diffonde nel regno di Francia.
A Marsiglia un gruppo di cittadini entusiasti si arruola per combattere per la Rivoluzione. Si segue il battaglione dei 500 volontari  partiti di casa il 2 luglio 1792. Essi marciano su Parigi, cantando di quello che diventerà l'inno nazionale francese. Arrivano nella capitale, dopo aver attraversato il paese da Sud a Nord, il 30 luglio, alla vigilia della pubblicazione del Proclama di Brunswick.
Il film si ferma poco dopo il 10 agosto, prima della battaglia di Valmy.

## Produzione
Prima del film: 2 febbraio 1938, Olympia, Parigi.
Riprese: estate e autunno del 1937, interni negli  studi di Billancourt, esterni a Fontainebleau, in Alsazia, ad Antibes, in Alta Provenza, a Parigi nella piazza del Panthéon.
La Marsigliese  è il secondo  film di Jean Renoir dedicato al Fronte popolare dopo La vie est à nous. 
Il film fu finanziato in parte da una sottoscrizione pubblica della CGT (Confederazione generale del lavoro francese): ciascuno contribuiva con due franchi, il prezzo di un posto al cinema. I sottoscrittori in pratica si prenotavano per la proiezione del film.

## Accoglienza

### Critica
(Carlo Felice Venegoni)
(Georges Sadoul)

#### Personaggi
Per equilibrare i marsigliesi, cioè il popolo che vediamo nobilitarsi e poeticizzarsi a contatto con l’ideale rivoluzionario, Renoir insiste sul lato prosaico e quotidiano di Luigi XVI, magnificamente interpretato da suo fratello Pierre Renoir»
(François Truffaut)

#### Struttura
(François Truffaut)